# Peripolocetus
Peripolocetus — рід вусатих китів із середнього міоцену округу Керн, Каліфорнія.

## Класифікація
Peripolocetus в минулому класифікували як цетотериїди. Коли його назвав американський зоолог Ремінгтон Келлог у 1931 році, він був віднесений до Cetotheriidae, думки, якої дотримувалися наступні автори. Однак одним джерелом він був віднесений до Mysticeti incertae sedis, а кладистичний аналіз Herpetocetus morrowi виявив Peripolocetus як члена Balaenoidea. Віднесення Peripolocetus до Balaenoidea було додатково підкріплено новим екземпляром з типової місцевості на Sharktooth Hill Bonebed.